# Der silberne Löffel
Der silberne Löffel ist ein gesellschaftskritischer Roman von John Galsworthy aus dem Jahr 1926 und Teil seiner Romantrilogie A Modern Comedy.

## Handlung

### Exposition
Der Roman spielt in London Anfang der zwanziger Jahre des zwanzigsten Jahrhunderts.
Michael Mont und seine Frau Fleur sind ein jungverheiratetes Paar, das gerade dabei ist, sich in der Londoner Oberschicht zu etablieren. Michael hat sich gerade ins Parlament wählen lassen und ist damit beschäftigt, seine erste Rede dort vorzubereiten, während Fleur den Ehrgeiz hat, in ihrem Haus in London einen führenden Salon einzurichten und ihrer vermeintlichen Freundin Marjorie Ferrar darin Konkurrenz zu machen.

### Hauptteil
Eines Tages kommt es in Fleurs Salon zu einem Skandal, da ihr Vater glaubt, dass seine Tochter von Marjorie beleidigt worden sei, die er daraufhin vor aller Augen des Hauses verweist. Die Handlung und das Figurenensemble des Romans ist um diese Verleumdungsaffäre und ihre Folgen herum aufgebaut.
In der Folge werden immer mehr Freunde und Verwandte beider Parteien in diese Affäre verwickelt, die juristische Dimensionen bekommt und sich auch negativ auf die politische Karriere Michaels auszuwirken beginnt, da Marjorie einflussreiche Freunde besitzt. Sie verklagt Fleur wegen Verleumdung. Fleurs Vater Soames, ein pensionierter Rechtsanwalt mit Vermögen, unternimmt verschiedene Anstrengungen, um einen Beleidigungsprozess zu verhindern und einen Vergleich herbeizuführen. Die Parteien können sich jedoch nicht einigen. Schließlich verlobt sich Marjorie mit dem Parlamentsabgeordneten MacGown, einem politischen und persönlichen Gegenspieler Michaels, um einerseits von ihren Schulden befreit zu werden und andrerseits vor dem Prozess eine sozial abgesicherte Stellung einzunehmen. Im Prozess wird jedoch ihre moralische Integrität derartig erschüttert, dass sie, um Schlimmeres zu verhindern, zu einem Vergleich mit Fleur gezwungen ist. Sie sagt die Verlobung mit MacGown ab.

### Schluss
Fleur hat nun zwar moralisch den Sieg davongetragen, wird aber gerade deshalb nach dem Prozess in der Gesellschaft geschnitten, da ihre Haltung als „muffig“ gilt. Gesellschaftlich isoliert und deswegen in einer ehelichen Krise mit Michael, beschließt sie, eine Weltreise zu unternehmen. Michael und ihren zwei- oder dreijährigen Sohn Kit lässt sie zurück; begleitet wird sie von ihrem Vater, der ihr zuliebe seine Gewohnheiten und seine Bequemlichkeit aufgibt.
Als Michael nach ihrer Abreise das Zimmer des Kindes betritt, sieht er, wie Kit mit einem silbernen Löffel (das sprichwörtliche Symbol dafür, in den Wohlstand hineingeboren zu sein) seinen Brei verspritzt, während ihn das Kindermädchen ein „verwöhntes Kind“ nennt. Michael sieht in diesem Bild ein Gleichnis auf England: „‚England, mein England‘, dachte Michael“, sind die letzten Worte des Romans.

## Thematik
Die Geschichte gibt Einblick in das Leben der britischen Oberschicht zu Beginn des zwanzigsten Jahrhunderts und schildert mit Ironie und häufig zwischen den Zeilen deren oberflächliches und dekadentes Leben, das von den sozialen Problemen der damaligen Gesellschaft, wie zum Beispiel Umweltverschmutzung in den Städten und Massenarbeitslosigkeit, nur am Rande Kenntnis nimmt. Die politische Prinzipienlosigkeit Michaels wird dadurch verdeutlicht, dass er, während er sich auf seine Rede vorbereitet, nie weiß, auf welche politische Seite er sich im Parlament eigentlich stellen soll. Einmal tendiert er zu den Liberalen, dann zu den Konservativen, dann zu den Foggartisten, einer fiktiven politischen Richtung, die das Problem der Massenarbeitslosigkeit dadurch lösen will, dass die Arbeiterkinder in die Kolonien ausgesiedelt werden. Es wird deutlich, dass seine Entscheidung letztlich irrelevant ist, da er so oder so nur die Interessen seiner Klasse wahrnehmen wird, auch wenn er sich gelegentlich Gedanken über die Lage der Arbeitslosen macht und im Kleinen versucht, einzelnen von ihnen zu helfen. (So veranlasst er drei Arbeitslose, die ihn um finanzielle Hilfe baten, im Sinne eines praktischen „Foggartismus“ eine Hühnerzucht in der Nähe seines Landsitzes aufzubauen. Das Projekt scheitert jedoch an der Unzulänglichkeit der Planung, der Mittel und der Beteiligten; einer der drei begeht aus Verzweiflung Selbstmord). Personen der unteren Klassen kommen im Roman nur am Rande vor und werden ambivalent und nicht durchgehend positiv geschildert.

## Ausgaben
- Der silberne Löffel, Deutsche Erstausgabe im Paul Zsolnay Verlag, Berlin Wien Zürich, 1927